# 16185 Allisonjia
16185 Allisonjia este o planetă minoră (asteroid), cu un diametru de 5,648 km, din centura de asteroizi. A fost descoperită pe 5 ianuarie 2000 la Experimental Test Site⁠(d) de Lincoln Near-Earth Asteroid Research. 
Obiectul prezintă o orbită caracterizată de o semiaxă mare de 2,9971313 UAi, o excentricitate de 0,06, o înclinație de 8,95619 ° în raport cu ecliptica.